# Dalatjärnen (Hemsjö socken, Västergötland)
Dalatjärnen är en sjö i Alingsås kommun i Västergötland och ingår i Göta älvs huvudavrinningsområde.